# Tết Nguyên Đán

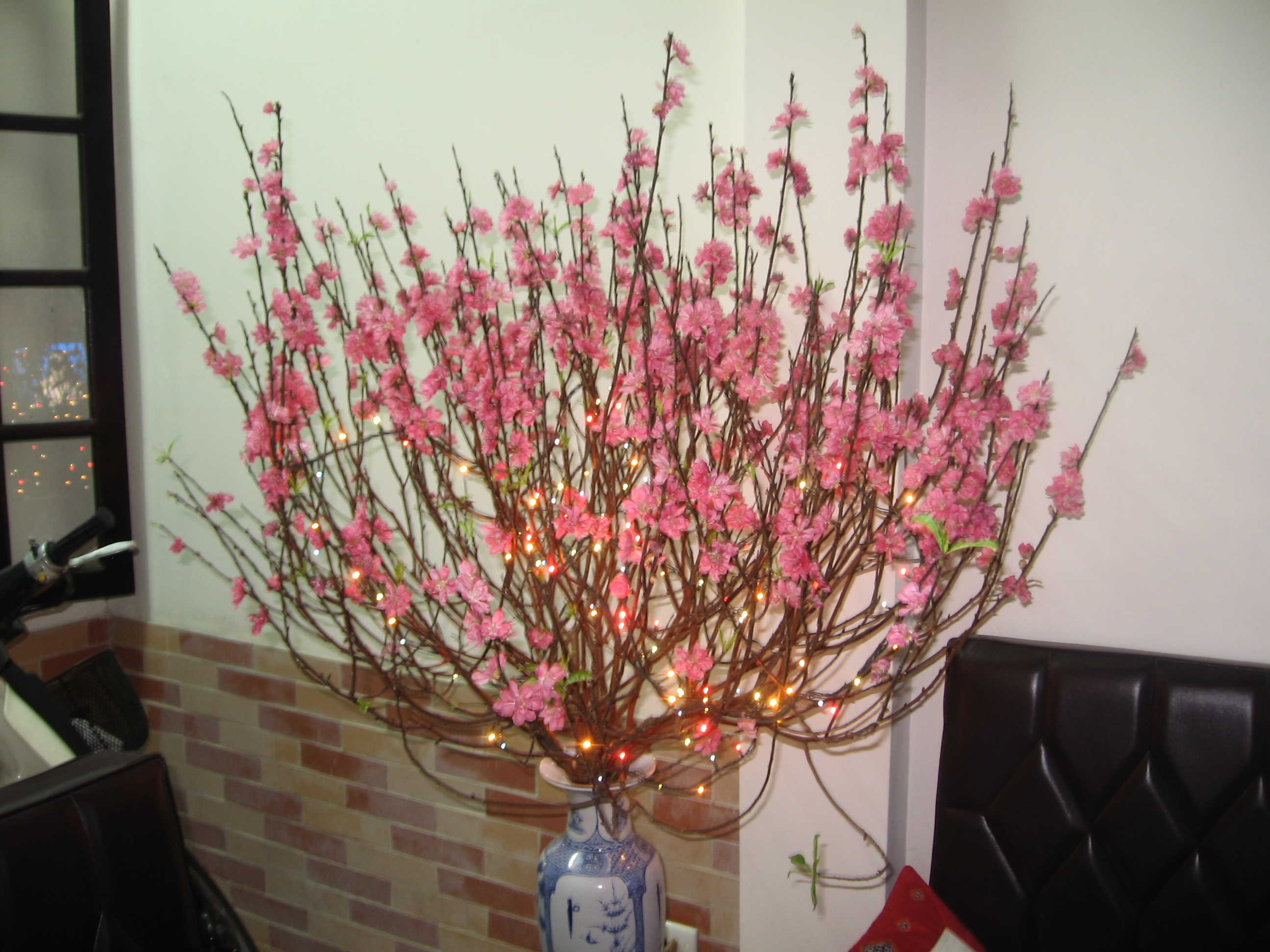
Blühender Pfirsichast Hoa đào zu Tết viet, nordvietnamesische Tradition

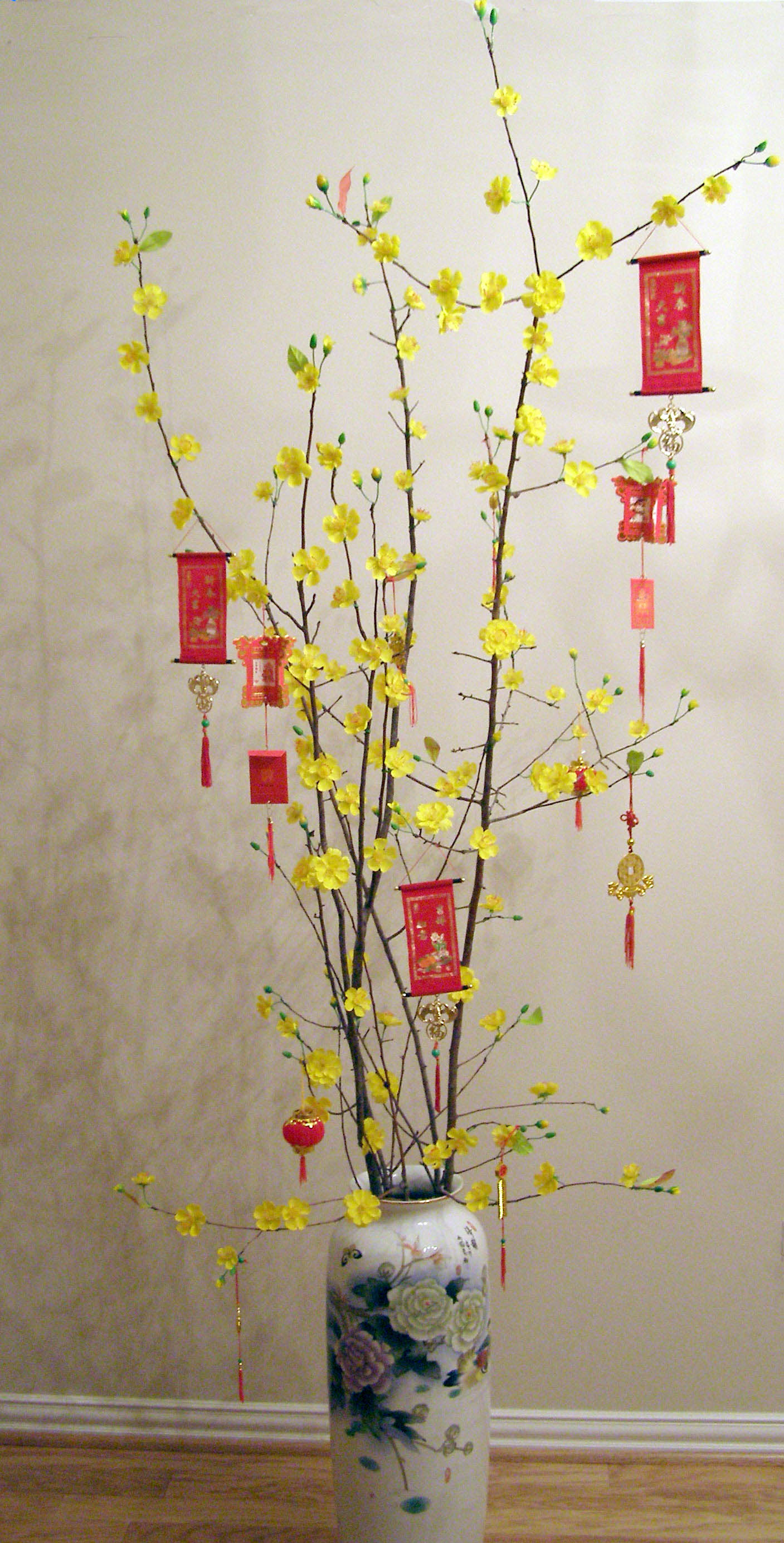
Zu Tết geschmücktes Hoa Mai (Ochna integerrima), südvietnamesische Tradition

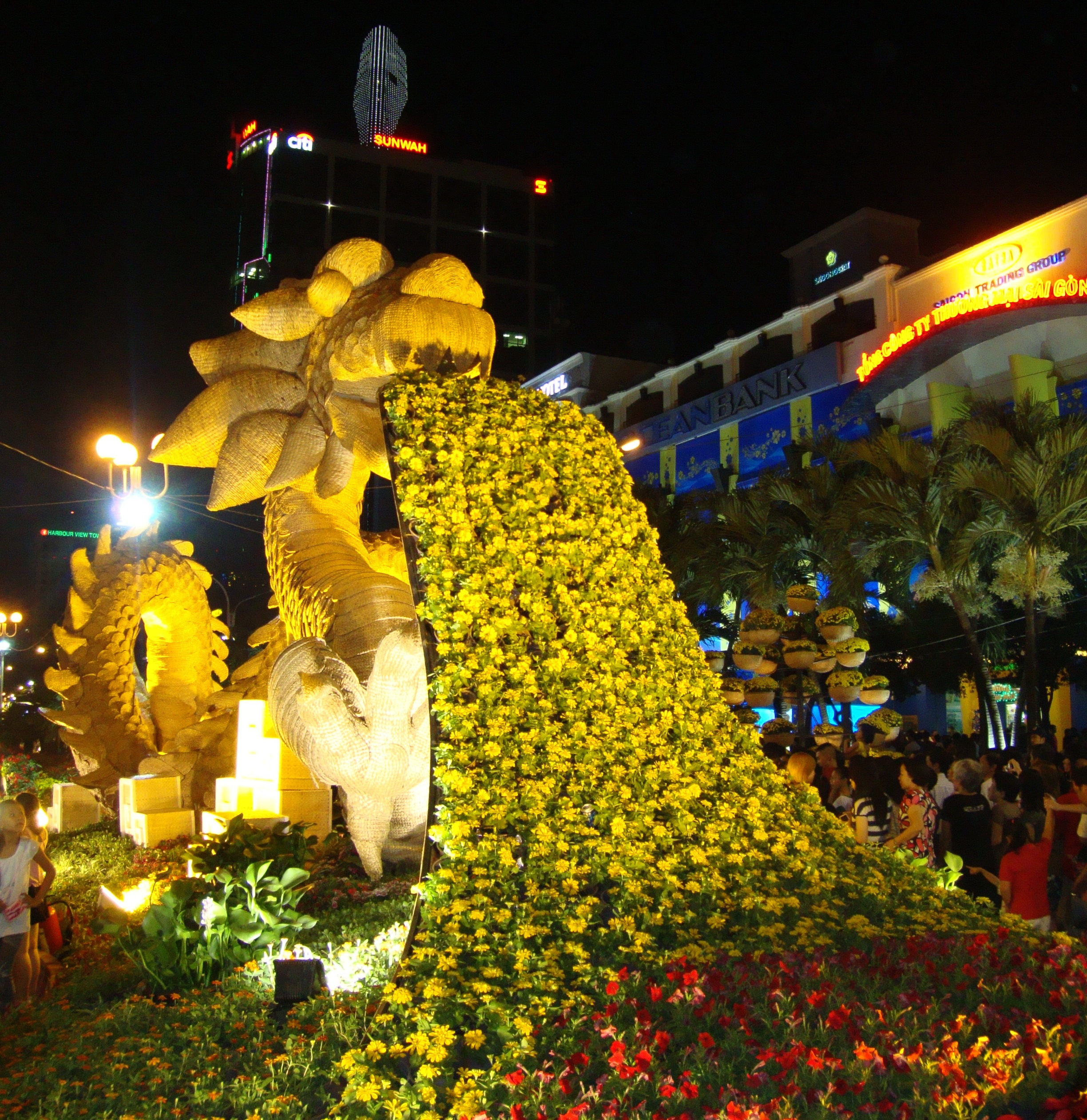
Zu Tết geschmückter Straßenteil in Saigon, 2012

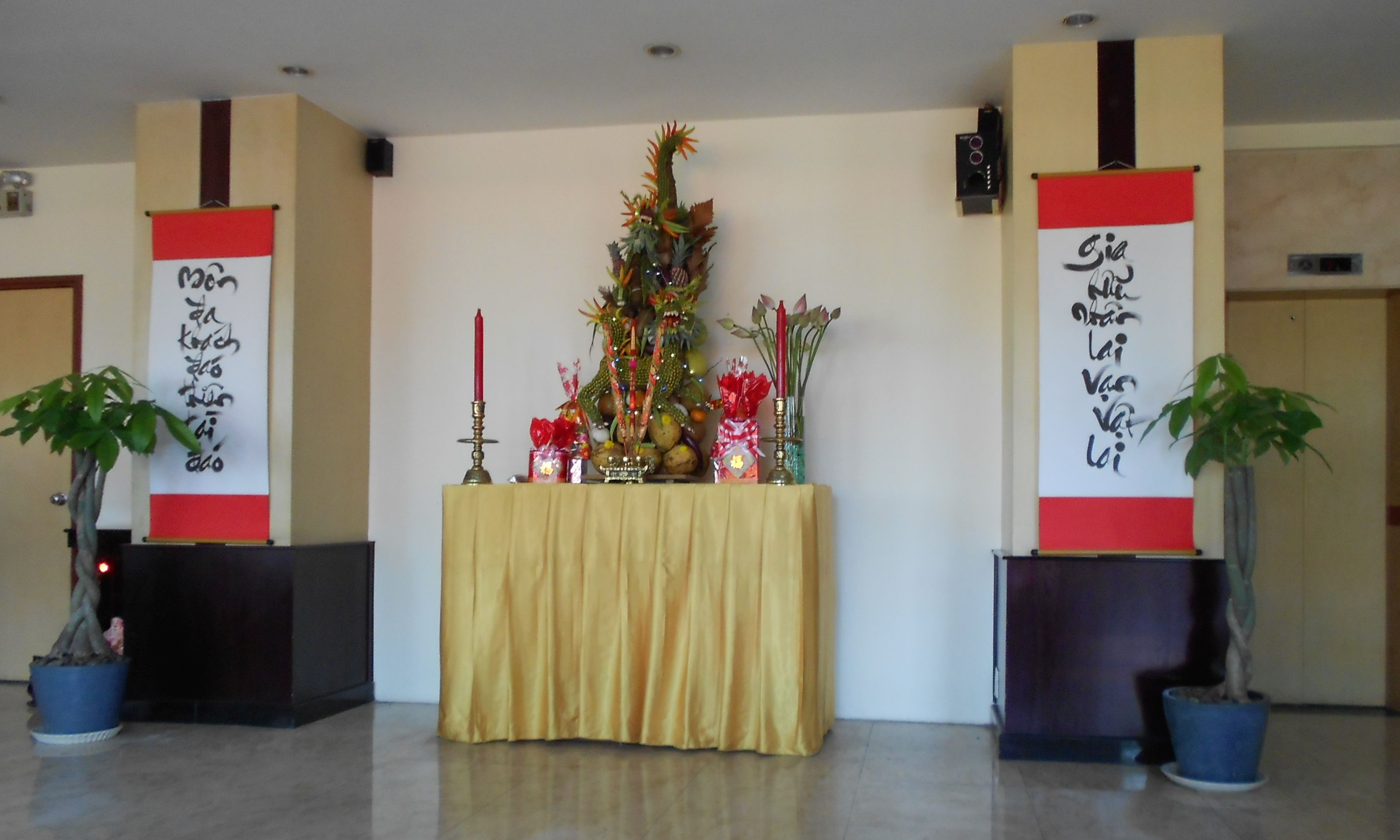
Dekoration zu Tết in einer Hotelhalle in Saigon, 2012

Tết Nguyên Đán (Hán Nôm: 節元旦, dt. „Fest des Ersten Morgens“, kurz Tết 節 ‚Fest, Feier, Feierlichkeit‘) ist der wichtigste vietnamesische Feiertag, das Fest des neuen Jahres nach dem Lunarkalender – auch Mondkalender genannt (genauer eine Kombination nach dem gebundenen Mondkalender und Sonnenkalender). Der souveräne vietnamesische Mondkalender existiert seit dem 10. Jahrhundert – Ende der Tang-Dynastie 617/18 bis 907 – nach der Loslösung aus dem Territorium des chinesischen Kaiserreichs und basiert letztlich auf dem chinesischen Kalender. Als großes Fest und Feiertag fällt Têt auf den ersten Tag des Jahres im Lunisolarkalender und ist durch einen viertägigen nationalen Feiertag gekennzeichnet, das Fest kann aber zwei oder drei Wochen dauern. Têt beginnt am 23. Tag des letzten Mondmonats (tháng chạp) und endet formell am 7. Tag des ersten Mondmonats des neuen Jahres (tháng giêng). Vietnamesen besuchen zu Tết ihre Familie und die Tempel, es werden eigene Festspeisen zubereitet. Tết markiert gleichzeitig den Frühlingsbeginn.

## Zeitlicher Ablauf
Tết gliedert sich in drei Perioden: Tất Niên (die Vorbereitung auf das Fest), Giao Thừa (der Vorabend des Festes) und Tân Niên (die Festtage).

### Tất Niên
Die Vorbereitungen für das Fest beginnen schon Monate vor dem eigentlichen Fest. Die Menschen zahlen ihre Schulden zurück, um schuldenfrei das neue Jahr zu beginnen. Eltern kaufen ihren Kindern neue Kleider und Vorräte werden angelegt. In den Tagen vor Tết sind die Märkte und Geschäfte voll von Menschen, die Speisen und Getränke, Kleidung und den Neujahrsschmuck für das Heim kaufen. Vietnamesen, die von ihrer Familie getrennt leben, fahren nach Möglichkeit nach Hause, um das Fest mit ihrer Familie zu feiern.

### Giao Thừa
Am Vorabend des Festes werden die Wohnungen und Häuser sorgfältig gereinigt und mit Blumen oder Gaben für die Vorfahren geschmückt. Um Mitternacht brennen viele Familien Feuerwerkskörper ab, obwohl dies offiziell aus Sicherheitsgründen seit 1995 verboten ist. Am nächsten Morgen beginnen die eigentlichen Feiern zum Tết.

### Tân Niên
Der erste Tag des mehrtägigen Neujahrsfestes wird in der Familie verbracht, die Straßen in großen Städten sind meist menschenleer. Kinder haben neue Kleider angezogen und entbieten den Älteren den Neujahrsgruß. Dann erhalten sie einen dekorierten roten Umschlag mit Geld. Da die Vietnamesen annehmen, dass der erste Besucher im Neuen Jahr das Familienglück im kommenden Jahr bestimmt, betritt man am ersten Tag nie ein fremdes Haus ohne ausdrückliche Einladung. Eingeladen werden Menschen, die im abgelaufenen Jahr Glück hatten oder die aus anderen Gründen als Glücksbringer gelten. Das Betreten eines Haushalts durch die erste außenstehende Person an Tết nennt man xông đất oder đạp đất. Ein weiterer, wichtiger Brauch ist, dass man am 1. Tag (dem ngày mồng Một) nicht den Müll entsorgen oder das Haus kehren darf, da man ansonsten das Glück aus dem Haus entfernt.
An den folgenden Tagen besuchen die Vietnamesen Verwandte, Freunde und örtliche buddhistische Tempel, um Geld zu spenden oder sich die Zukunft weissagen zu lassen. Die Kinder dürfen ihr Geld für Spiele ausgeben. Es gibt öffentliche Tanzaufführungen, wohlhabende Vietnamesen laden sich eine Tanzgruppe ins eigene Haus.

## Sitten und Gebräuche
Zu dem größten Fest gibt es eine Vielzahl von Sitten und Gebräuchen, dies reicht von der Ausschmückung des eigenen Heims bis zu Speisen, die traditionell am Neujahrstag gereicht werden.

### Dekoration
Der Neujahrsbaum cây nêu ist obligatorischer Bestandteil der Dekoration. Er besteht aus einem bis zu fünf oder sechs Meter langen Bambusrohr, das an der Spitze mit verschiedenen Gegenständen wie Origami in Fischform oder Kaktuszweigen geschmückt wird.
Zur Ausschmückung des Wohnzimmers werden oft auch Zwergorangenbäume benutzt. Die Früchte sind Symbol für den Wunsch der Familie auf ein fruchtbringendes neues Jahr.

### Speisen und Getränke
Die Mahlzeiten sind ein wichtiger Bestandteil des Tết-Festes und werden oft tagelang vorbereitet. Dazu gehören insbesondere:
- bánh chưng und bánh dầy: Traditioneller Kuchen, bestehend aus mit Klebreis, Bohnen oder Fleisch gefüllten großen Blättern (lá dong). Die Kuchen sind rechteckig und heißen dann bánh chưng (Symbol für die Erde) bzw. rund bánh tét (Symbol für den Himmel). Sie sind Bestandteil jeder Tết-Feier.
- hạt dưa: Geröstete Samen von Wassermelonen.
- củ kiệu: in Salzlake marinierte Zwiebelherzen.
- mứt oder mứt dừa: Getrocknetes und kandiertes Fleisch der Kokosnuss.
- chả lụa oder giò lụa: Geklopfte magere Schweinelende gewürzt mit Fischsauce. Wird gewöhnlich mit bánh chưng serviert.[5]

In Südvietnam werden auf dem Familienaltar Früchte dargeboten wie die Netzannone (mãng cầu), die Kokosnuss (dừa), Papaya (đu đủ) und Mango (xoài), weil sie im südvietnamesischen Dialekt klingen wie Bestandteile des Satzes „cầu vừa đủ xài“ (deutsch etwa: [Wir] beten um genügend [Geld] zum Ausgeben).

### Grußformeln
Die traditionellen Grußformeln, die dem deutschen „Ein frohes Neues Jahr“ entsprechen, heißen „Chúc mừng năm mới“ und „Cung chúc tân xuân“. Die Vietnamesen wünschen einander Wohlstand und Glück. Gebräuchliche Grußformeln zum Tết sind:
- Sống lâu trăm tuổi (Hundert Jahre sollst du leben): Damit grüßen Kinder die älteren Verwandten und Bekannten.
- An khang thịnh vượng (Sicherheit, Gesundheit und Wohlstand)
- Vạn sự như ý (Eine Myriade von Dingen, die du dir wünschst)
- Sức khoẻ dồi dào (Beste Gesundheit)
- Tiền vô như nước (Das Geld soll rein fließen wie Wasser)

### Spiele und Zeitvertreib
- In Zentralvietnam finden in der Tết-Woche vielerorts Bài-Chòi-Spiele statt.

## China
Da Tết Nguyên Đán auf dem chinesischen Lunisolarkalender basiert, wird in China am gleichen Kalendertag gefeiert, aber es wird chunjie (春節 ‚Frühlingsfest‘) genannt.

## Datum (2000–2026)
| Datum des Neujahrstages | Bezeichnung                        |
| ----------------------- | ---------------------------------- |
| 5. Februar 2000         | Jahr des Drachen (Thìn, Rồng)      |
| 24. Januar 2001         | Jahr der Schlange (Tị, Rắn)        |
| 12. Februar 2002        | Jahr des Pferdes (Ngọ, Ngựa)       |
| 1. Februar 2003         | Jahr der Ziege (Mùi, Dê)           |
| 22. Januar 2004         | Jahr des Affen (Thân, Khỉ)         |
| 9. Februar 2005         | Jahr des Hahns (Dậu, Gà)           |
| 29. Januar 2006         | Jahr des Hundes (Tuất, Chó)        |
| 17. Februar 2007        | Jahr des Schweins (Hợi, Lợn)       |
| 7. Februar 2008         | Jahr der Ratte (Tí, Chuột)         |
| 26. Januar 2009         | Jahr des Wasserbüffels (Sửu, Trâu) |
| 14. Februar 2010        | Jahr des Tigers (Dần, Hổ)          |
| 3. Februar 2011         | Jahr der Katze (Mão, Mèo)          |
| 23. Januar 2012         | Jahr des Drachen (Thìn, Rồng)      |
| 10. Februar 2013        | Jahr der Schlange (Tị, Rắn)        |
| 31. Januar 2014         | Jahr des Pferdes (Ngọ, Ngựa)       |
| 19. Februar 2015        | Jahr der Ziege (Mùi, Dê)           |
| 8. Februar 2016         | Jahr des Affen (Thân Khỉ)          |
| 28. Januar 2017         | Jahr des Hahns (Dậu, Gà)           |
| 16. Februar 2018        | Jahr des Hundes (Tuất, Chó)        |
| 5. Februar 2019         | Jahr des Schweins (Hợi, Lợn)       |
| 25. Januar 2020         | Jahr der Ratte (Tí, Chuột)         |
| 12. Februar 2021        | Jahr des Wasserbüffels (Sửu, Trâu) |
| 1. Februar 2022         | Jahr des Tigers (Dần, Hổ)          |
| 22. Januar 2023         | Jahr der Katze (Mão, Mèo)          |
| 10. Februar 2024        | Jahr des Drachen (Thìn, Rồng)      |
| 29. Januar 2025         | Jahr der Schlange (Tị, Rắn)        |
| 17. Februar 2026        | Jahr des Pferdes (Ngọ, Ngựa)       |

### Zeitdifferenzen
Da China und Vietnam in verschiedenen Zeitzonen liegen, fällt auch die Berechnung des Kalenderjahres unterschiedlich aus. Zwischen den Jahren 2000 bis 2100 fallen das chinesische und vietnamesische Neujahrsfest drei Mal auf unterschiedliche Tage.
| Zeitunterschiede beim Neuen Jahr | Zeitunterschiede beim Neuen Jahr | Zeitunterschiede beim Neuen Jahr | Zeitunterschiede beim Neuen Jahr |
| Jahr                             | Vietnamesisches Neues Jahr       | Chinesisches Neues Jahr          |                                  |
| -------------------------------- | -------------------------------- | -------------------------------- | -------------------------------- |
| 2007                             | 17. Februar                      | 18. Februar                      |                                  |
| 2030                             | 02. Februar                      | 03. Februar                      |                                  |
| 2053                             | 18. Februar                      | 19. Februar                      |                                  |